# Шарлотта Фридерика Мекленбургская
Шарлотта Фридерика Мекленбургская (нем. Charlotte Friederike zu Mecklenburg; 4 декабря 1784, Людвигслюст — 13 июля 1840, Рим) — герцогиня Мекленбург-Шверинская и первая супруга будущего короля Дании Кристиана.

## Биография
Шарлотта Фридерика — младшая дочь герцога Фридриха Франца I и его супруги Луизы Саксен-Готской.
21 июня 1806 года в Людвигслюсте Шарлотта Фридерика вышла замуж за своего кузена, наследного принца Дании Кристиана, сына наследного принца Фредерика Датского и её тётки, герцогини Софии Фридерики Мекленбургской. В браке в 1808 году родился единственный  ребёнок, будущий король Дании Фредерик VII. В следующем году супруги разошлись, 31 марта 1810 года был оформлен официальный развод.
Шарлотта сначала была выслана в Альтону, затем в Ютландию, в 1830 году в Виченце она приняла католичество. В начале 1833 года она обосновалась в Риме, открыла пользовавшийся успехом салон и посвятила себя заботе о находящихся в Риме датчанах.